# Ace Ventura (gra komputerowa)
Ace Ventura – komputerowa gra przygodowa typu wskaż i kliknij wydana 31 października 1996 na PC przez 7th Level. Gra osadzona jest w animowanej serii Ace Ventura i opowiada o przygodach szalonego psiego detektywa i jego małpy Spike’a.

## Fabuła
Po zakończeniu udanej akcji w górach Ace Ventura dostaje od swojego informatora Woodstocka nowe zadanie – musi udać się na skutą lodem Alaskę, by rozwiązać zagadkę tajemniczych zaginięć psów pociągowych. Jednak nie będzie to jedyny problem, z którym przyjdzie zmierzyć się psiemu detektywowi. Na swojej drodze napotka bowiem kolejne sprawy wymagające sprytu i odwagi prawdziwego miłośnika zwierząt. Podczas przygody zwiedza zaginionego Nautilusa Kapitana Nemo, odwiedza Alaskę, udaremnia przemyt zwierząt w Bawarii i pokonuje Shikadance'a.